# Daler Nazarov
 (décembre 2024).
Si vous disposez d'ouvrages ou d'articles de référence ou si vous connaissez des sites web de qualité traitant du thème abordé ici, merci de compléter l'article en donnant les références utiles à sa vérifiabilité et en les liant à la section « Notes et références ».
Daler Nazarov (en cyrillique Далер Назаров), parfois écrit Daler Nasarov, est un musicien, chanteur et compositeur tadjik, né le 8 septembre 1959 à Stalinabad (aujourd'hui Douchanbé) en RSS du Tadjikistan.
Chanteur célèbre au Tadjikistan et dans une partie de l'Asie centrale, où il a sorti plusieurs albums à partir de la fin des années 1970, il est relativement méconnu ailleurs dans le monde. En Occident, ses œuvres les plus accessibles sont sans doute certaines des musique des films qu'il a composées, essentiellement ses collaborations son compatriote Bakhtiar Khudojnazarov (dont le film Luna Papa) et avec le cinéaste iranien Mohsen Makhmalbaf.
Originaire de l'ethnie des Pamiris (en), il chante en partie en shughni.
Il a été marié avec une fille de Rakhmon Nabiyev, président du Tadjikistan de 1991 à 1992.

## Filmographie
Sauf indication contraire, les informations mentionnées dans cette section peuvent être confirmées par les bases de données cinématographiques  présentes dans la section « Liens externes ».

### Comme compositeur
- 1979 : Yunosti pervoe utro (téléfilm) de Davlat Khudonazarov (en)
- 1988 : Kumir de Yermakhmad Aralev
- 1999 : Luna Papa de Bakhtiar Khudojnazarov
- 2000 : L'Angleterre ! (England!) d'Achim von Borries
- 2000 : Rozhdestvenskaya misteriya de Yuri Feting et Andrey Kravchuk
- 2003 : Le Costume (Chik) de Bakhtiar Khudojnazarov
- 2003 : Meistersinger: The Sound of Russia (documentaire) d'Ekaterina Eremenko
- 2004 : Chasse à l'os en Sibérie (Die sibirische Knochenjagd) (documentaire) d'Ekaterina Eremenko
- 2004 : Statue of Love d'Umed Mirzoshirinov
- 2005 : Shaere zobale-ha de Mohammad Ahmadi (en)
- 2005 : Sexe et Philosophie (Sex o phalsapheh) de Mohsen Makhmalbaf
- 2006 : Le Pétrolier Tango (Tanker Tango) de Bakhtiar Khudojnazarov
- 2008 : Bobo (court métrage) d'Azizbek Satarov
- 2008 : Opium War de Siddiq Barmak
- 2009 : The Man Who Came with the Snow de Marzieh Makhmalbaf et Mohsen Makhmalbaf
- 2014 : Mirror Without Reflection de Nosir Saidov
- 2014 : The Teacher de Nosir Saidov
- 2014 : Le Président (fa) (The President) de Mohsen Makhmalbaf - musiques additionnelles
- 2019 : Bunker (court métrage) de Dilovar Sultoni
- 2020 : Bachai Obi de Fayzullo Faiz

### Comme acteur
- 1988 : Kumir de Yermakhmad Aralev
- 2005 : Sexe et Philosophie (Sex o phalsapheh) de Mohsen Makhmalbaf

## Discographie
- 1993 : Daler Nazar (Germany)
- 1995 : Jiray
- 1997 : Yod kardam
- 2000 : Luna Papa (BO)
- 2001 : England! (BO)
- 2007 : Son v sadu
- 2008 : Snova v puti
- 2008 : Aerospirante

## Distinction
Sauf indication contraire, les informations mentionnées dans cette section peuvent être confirmées par les bases de données cinématographiques  présentes dans la section « Liens externes ».
- Nika 2004 : nomination pour la meilleure musique pour Le Costume